# Seznam postav z Luka
Seznam postav z knih: Luko, malý vlkodlak a Luko: Tajemství vlkodlaků od Sandry Vebrové a zdroje jsou z právě těch knih. Z těchto informací je nápadné nechtěná podobnost s postavami z Harryho Pottera (příběh však podobný není).
Příklady
- Zarus Krag – Voldemort; (Zarus je velký zastánce zla někteří ho považují za jeho pána, cítí se nadřazený vůči ostatní a vraždí pro zbytečnosti.)
- Harold Wolf – Sirius Black; (Harold byl nejlepším přítelem Lukova otce a poté se stal jeho opatrovníkem. Jako jediný věděl pravdu.)
- Alchymus – Brumbál; (Alchym se snaží chránit Luka a Luko se od něj dozvídá o všech podrobnostech svého života.)
- Don Roderik – James Potter. (Byl zastáncem pravdy, ale pak brutálně zavražděn a jeho dům zničen.)

## Luko von Lycanthropia
Luko je jediný syn dona Roderika a dědic Stvůronu. Žije ve vlkodlačím paláci na západě a jeho nejlepšími přáteli jsou Alchymus a Mariana. Je též kmotřencem sira Wolfa, který je současným vlkodlačím Donem a předsedou velké rady. Luko je zapřisáhlý zničením Dermonta a tu přísahu splnil.

## Don Dermont von Lycanthropia
Dermont byl po smrti Roderika vládcem vlkodlaků, dokud Luko neodhalil, že je posedlý myšlenkami Zaruse Kraga. Byl zabit Zarusovým mečem, ovšem potom vypil krev vlka, tudíž se stal nesmrtelným a znetvořeným vlkodlakem, který napadal nejen lidi, ale i příslušníky vlastního rodu. Stal se nejnebezpečnějším vlkodlakem za posledních sto let. Nakonec ho Luko zabil světelnou dýkou.

## Mariana
Mariana je lidské děvče, které jako jediné přežilo útok Upírů. Byla odnesena skřety, kteří ji využívali jako otrokyni. Jednou se s Lukem pohádali, ale poté, co mu zachránila život před Tarlokem, stali se přáteli. Mariana měla přes Lukův nesouhlas blízký vztah s Ralfem, hloupým šlechticem. Dermont se ji Ralfovým prostřednictvím pokusil zabít, ale místo toho se pustil do Luka, který Dermonta zabil.

## Sir Harold Wolf
Wolf byl nejlepším přítelem Roderika a po jeho smrti se pokusil Luka adoptovat, což udělal až později. Byl Supilem omámen a byla mu vymazána paměť. Po devíti letech ho však Supil Lukovým prostřednictvím vyléčil. Pak se stal Wolf novým Donem.

## Supil
Supil je soukromý učitel Luka a jeho bratranců Morise a Morgana. Je o něm známo, že se bojí Dermonta který ho přinutil vymazat paměť Wolfovi. Díky trestu, který mu Supil dal se Luko dozvídá o Měsíčním kovu.

## Ralf Adrien LeDingo
Ralf je lord pocházející z vlkodlačího města Legendaru. Jeho otec Artur je slavný odborník na vlkodlačí přeměnu. Jmenuje se Ralf po Ralfovi Xavierovi, který založil Legendar a Adrien po rektorovi Legendarské univerzity. Ve třinácti letech se pokusil za účelem zabití Dermonta, protože napadl jeho matku. Dermont poté Ralfa posedne. 

## Alchymus
Alchymus je posledním z mocného rodu Mágů a Mudrců. Je pověřen hlídáním dobra a zla v zemi, avšak nedokáže nic ovlivnit. Stal se pomocníkem Luka na jeho výpravě, protože mu pomohl s případem vraždy Lukova otce. Je moudrým rádcem. Žije v kraji snů, odkud Luko získal světelnou dýku z vodopádu poslední naděje.

## Tarlok
Tarlok býval zástupcem dona Dermonta když ještě panoval. Byl také pověřen hlídáním Luka, kterého pořád sledoval. Luko se s Tarlokem utkal v křivém lese, kde ho Tarlok pokousal otrávenými vlkodlačími zuby. Poté však Mariana našla jeho oblečení a tím ho uvěznila ve vlčím těle.

## Staré postavy
(nevystupují v knize pouze se tam o nich mluví)

### Zarus Krag
Zarus Krag žil před padesáti lety a měl pošetilou myšlenku: Vlkodlaci jsou nadřazení všem rasám a měli by vládnout světu. Poté ovládl mnoho vlkodlaků a začali hrůzné časy. Zarus a jeho stoupenci každou noc táhli zemí a zabíjeli vše, co nebylo vlkodlak. Byl taky u získání Měsíčního kovu, ze kterého po zasypání dolu vytvořil Zarusův Meč, ten ovšem nestačil použít. Ten dostali po jeho smrti do rukou členové rady a byl chráněn rodem Lycanthropiů, dokud se ho Dermont nepokusil ukrást. Luko poté meč našel a Alchymus ho zničil. Jeho symbolem byl srpek s překříženými meči

### Gurdun Zavilý
Gurdun Zavilý byl zakladatelem vlkodlačí rasy protože odhalil tajemství přeměny na vlka. Byla po něm pojmenována Stvůronská univerzita.

### Don Roderik von Lycanthropia
Don Roderik byl Lukův otec a poslední strážce Zarusova meče. Byl zabit svým bratrem Dermontem, a poté zapálen ve svém letním sídle, kde ukryl meč. Byl introvet proto netrávil čas se svými poddanými a z toho důvodu si lidé (vlkodlaci) mysleli, že je dermont lepší vládce.

## Tvorové

### Upíři
Upíři jsou rasa která jako jediná zabíjí propotěšení a krev. Žili na severu a jejich oblíbeným místem se stal dům sira Wolfa. Nenávidějí kouř. Pijí víno protože krve je velmi málo, lidé jsou ostržití. Velké šance mají upíři při epidemiích černé horečky.

### Stíny
Stíny jsou postavy bez těla pouze v plášti a jsou schopni ovládat pavouky. Po půlnoci se potulují ve severním Stvůronu, kde se živí dechem svých obětí. Žádnému stínu se nelíbí světlo.

### Skřeti
Skřeti jsou tvorové s tuhým kořínkem a sklonem k kleptomanii.
Škleb
Škleb se svou ženou vlastní hostinec U Skřeta. Našli při poslední epidemii Marianu ve studni a od té doby jim Mariana dělala otroka. Jsou nejnovějším zdrojem drbů a informací.

### Noční Můry
Žijí ve kraji snů ale své oběti chytají ve Stvůrony které dohánějí k šílenství svým skřekem. Kdo Můru zaslechne upadne do kómatu a začnou se mu zjevovat vidiny, které mají co dělat se skutečností.

### Světlonoši
Světlonoši jsou něco jako víly. Žijí v kraji snů u vodopádu poslední naděje. Jejich princezna se jmenuje Selena a to ona dala Lukovi světelnou dýku. Nemluví, pouze zpívají, ale tak tiše, že je nikdo neslyší. Hluk je ničí. Jejich princeznou je Selené.

### Vlkodlaci
Vlkodlaci jsou prastarý národ. Jeho zakladatelem byl Gurdun Zavilý a panují o nich báchorky. Například že vlkodlak se mění při úplňku nebo že by si nebyl vědom ničeho ze své lidské podoby. Vlkodlaci mají rádi drahé kameny a zlato. Potrpí si na drahých věcech a velkolepých oslavách. Slaví svátek prvního úplňku.

## Rody

### Lycanthropiové
Nejváženější rod v celém městě. Stojí v čele velké rady a často se stávají dony. Lycanthropiové byli pověření hlídáním Zarusova meča a také se podíleli na zastavení Kragových stoupenců. Jejich poslední příslušník byl Dermont ovšem pak se vládcem rodu stal Luko.

### Mágové a Mudrcové
Důležitý rod který ve Stvůronu hraje podstatnou roli. Jejich příslušníci jsou pověřeni hlídáním dobra a zla.

### LeDingovi
LeDingovi jsou důležitý a namyšlený rod. Ralf Xaver LeDingo se stal vedoucím boje pro osvobození Legendaru. Jeho syn Arthur se stal uznávaným spisovatelem a vědcem a také vystupuje v knize.

## Děti

### Viktor
Viktorovi říkají všichni Hezounek Vik a je po Marianě druhý Lukův nejlepší „lidský“ kamarád a nemá rád šikanu, hádky a rvačky. Jednou Luka a Marianu zachránil před bandou útočníků když jim řekl že je zatknou.

### Hubert
Hubert je protivný a nebezpečný mladík, který se rád vytahuje a nenávidí Luka. Sám se odvolává ne to, že vlkodlaci jsou špatní. Hubert se svou partou napadl Luka a Marianu a brutálně je zmlátili. Naštěstí je zachránil Viktor